# Булков
Булков (бел. Бу́лкаў) — деревня Октябрьском районе Гомельской области Белоруссии. В составе Октябрьского сельсовета.

## География

### Расположение
В 12 км на север от районного центра городского посёлка Октябрьский, в 185 км от Гомеля, в 14 км от железнодорожной станции Рабкор, расположенной на ветке Бобруйск — Рабкор, отходящей от линии Осиповичи — Жлобин.

### Водная система
На севере Воложинский канал.

## Транспортная система
Транспортная связь по просёлочной, а затем по автомобильным дорогам отходящим от городского посёлка Октябрьский.
В деревне 13 жилых домов (2004 год). Планировка — короткая прямолинейная улица, с ориентацией с юго-востока на северо-запад. Застройка деревянными домами усадебного типа.

## История
По письменным источникам деревня известна с XIX века. По переписи 1897 года в Рудобельской волости Бобруйского повета Минской губернии. 7 жителей деревни занимались изготовлением лодок.
В 1930 году организован колхоз.
Во время Великой Отечественной войны, в апреле 1942 года, немецкие каратели убили 88 жителей. Часть из них похоронена на кладбище в могиле жертв фашизма. Во время войны 4 жителей деревни погибли на фронтах. Подпольщики Бобруйска на похищенном с немецкой типографии оборудовании и бумаге, вблизи деревни организовали подпольную типографию в которой было напечатано 55 наименований листовок тиражом 25 500 экземпляров. С ноября 1942 года издавалась газета «Бобруйский партизан».
В составе совхоза «Октябрьский» с центром в городском посёлке Октябрьский.

## Население

### Численность
- 2009 год — 12 жителей

### Динамика
- 1897 год — 6 дворов, 28 жителей.
- 1916 год — 12 дворов, 70 жителей.
- 1940 год — 21 двор, 115 жителей.
- 1959 год — 160 жителей (согласно переписи).
- 2004 год — 13 дворов, 21 житель.
- 2009 год — 12 жителей (перепись населения)[3]

## Достопримечательность
- Обелиск на месте сожжения д. Булков в апреле 1942 года немецко-фашистскими захватчиками (номер воинского захоронения 8264)[4].